# Акой, Шарль Бивоги
Шарль Бивоги Акой (фр. Charles Beavogui Akoi; род. 1973) — гвинейский шашист. Серебряный призёр 15-го чемпионата Африки среди мужчин по международным шашкам. (2012). Международный гроссмейстер. FMJD-Id: 15258.
Участник чемпионата мира 2013 года (8 место из 10 в группе «А»).

## Спортивные достижения

### Чемпионат мира
- 2005 команды (3 место из 4 команд в подгруппе 4)
- 2006 команды (10 место из 20 команд).
- 2013 (8 место в подгруппе)

### Чемпионат Африки
- 2012 (2 место)
- 2014 (13 место)

### Чемпионат Гвинеи
- 2005[2] (3 место)